# Rogi André
Rosa Klein (* 10. August 1900 in Budapest, Ungarn; † 11. April 1970 in Paris, Frankreich) war eine ungarisch-französische Malerin und Fotografin. Sie porträtierte ab den 1930er Jahren Persönlichkeiten der Pariser Kunst und Literatur.

## Leben und Werk
André war die Tochter eines Arztes und erhielt ihre Ausbildung während der österreichischen Besatzung in Budapest. Sie litt seit ihrer Kindheit unter schwerer Skoliose und trug ein eisernes Korsett, das ihre Bewegungen einschränkte. 1924 studierte sie Malerei an der Kunsthochschule in Budapest. Sie reiste 1925 allein nach Paris, wo sie mehrere verbannte Anhänger des Grafen Mihály Károlyi, des zeitweiligen Präsidenten der Ungarischen Republik, traf, die alle gegen das diktatorische Horthy-Regime waren. Eine besondere Verbundenheit hatte sie mit dem Bildhauer István Beöthy und seiner Frau, der Malerin Anna Beöthy Steiner.

## Porträtfotografin
1928 heiratete sie den Fotografen André Kertész, der sie in Fotografie ausbildete und es ihr dadurch ermöglichte, sich finanziell unabhängig zu machen. Sie begann weibliche Aktfiguren zu fotografieren, die von der Presse stark nachgefragt wurden, obwohl sie sich nicht zu diesem Genre hingezogen fühlte. Sie beriet ihre Freundin Lisette Model, die ebenfalls mit der Fotografie begann.
1930 spezialisierte sie sich auf Porträts, wobei sie ihre Darsteller in voller Länge porträtierte und der Position des Kopfes und den Händen große Bedeutung beimaß. Für jedes Porträt erstellte sie vier bis sechs Fotos mit einer Voigtländer Bergheil 9 × 12. Im Gegensatz zu Man Ray oder Albert Rudomine ging sie zu denjenigen nach Hause, die sie fotografierte. Nach ihrer Scheidung 1932 zog sie in ein Gebäude, in dem auch zwei weitere Fotografinnen, Florence Henri und Ilse Bing wohnten, mit denen sie zusammenarbeitete.
André arbeitete für mehrere Zeitschriften: Paris Magazine,Arts et métiers graphiques und Verve. 1935 fotografierte sie die Malerin Jacqueline Lamba beim Schwimmen, um den Text des französischen Schriftstellers André Breton La Nuit du tournesol zu illustrieren, der in der Zeitschrift Minotaure veröffentlicht wurde.
Aufgrund des Zweiten Weltkriegs verließ sie Paris 1941 wegen ihrer jüdischen Herkunft mit Unterstützung von Renée Beslon, den sie im Atelier von André Lhote kennengelernt hatte, und floh vorübergehend nach Touraine. Nach ihrer Rückkehr nach Paris versteckte sie die Galeristin Jeanne Bucher im Schlafzimmer ihrer Tochter. 1944 erhielt André den Auftrag Wassily Kandinsky auf seinem Sterbebett zu fotografieren. Eine Saison lang besuchte sie die Academia des Malers Andre Lhote und widmete sich 1950 wieder der Malerei. Sie fertigte weiterhin fotografische Auftragsarbeiten an, wobei eine Freundin, die ein Labor betrieb, ihre Negative kostenlos entwickelte und Abzüge erstellte.
Vom 28. April bis 24. Mai 1961 fand in der Bibliotheque Nationale in Paris der erste Salon International du Portrait Photographique statt. Für dieses Großereignis gehörte sie zu den 30 bekannten Fotografen, die eingeladen wurden, die 21-jährige Anne-Marie Edvina zu fotografieren, die laut einem Artikel der New York Herald Tribune wegen der „seltenen Symmetrie ihres Gesichts“ ausgewählt worden war. Die fotografischen Ergebnisse wurden ausgestellt und in der New York Herald Tribune, Life International, dem Journal de Seine et Oise, EPOCA, Europeo und vielen anderen Publikationen veröffentlicht.
André starb 1970 mittellos in Paris. Ein Teil ihres Archivs und ihrer Drucke wurden von dem französischen Bibliothekskurator und Fotografiehistoriker Jean Claude Lemagny aufbewahrt und später durch die französische Nationalbibliothek erworben.

## Ausstellungen
- 1936: Exposition internationale de la photographie contemporaine
- 1936: expriment lors des expositions fréquentes auxquelles elle participe
- 1937: Exposition internationale de la photographie, Paris
- 1937: Galerie d’Art et industrie
- 1937: Photography 1839–1937, Museum of Modern Art (MoMA), New York City
- 1943: Portraits, MoMA
- 1969: Portrait Photographs, MoMA
- 1982: Centre Georges-Pompidou, Paris
- 1988: Picturing “Greatness”, MoMA
- 1998: Fernand Léger, MoMA
- 2006: Hotel de Sully, Paris
- 2011: Pictures by Women: A History of Modern Photography, MoMA
- 2022: the new woman behind the camera, National Gallery of Art, Washington, D.C.[4]